# Ramon IV de Pallars Jussà
Ramon IV de Pallars Jussà (? - 1047) fou comte de Pallars Jussà (1010-1047). Fill del comte Sunyer I de Pallars i la seva primera esposa Ermengarda de Roergue. El 1010, a la mort del seu pare Sunyer I, ell i el seu germà petit Guillem II de Pallars Sobirà es repartiren els territoris del pare, apartant el seu germanastre Ermengol I del poder. Ramon IV deixà la lluita contra l'islam a les mans del baró urgellenc Arnau Mir de Tost, cosa que impossibilità l'expansió del comtat vers el Montsec, tot i que anys més tard Arnau Mir de Tost es posaria sota l'obediència del comte pallarès.
Ramon IV es trobà també amb constants conflictes amb el seu cosí germà i rival territorial, Artau I, comte de Pallars Sobirà. Tanmateix, durant el seu regnat es construí la línia defensiva meridional del comtat, que ens ha deixat algunes de les millors mostres de castells medievals de Catalunya: Mur, Guàrdia, Llimiana, Orcau, Conques, Basturs, Toló, Llordà…
La historiografia de vegades el cita com a Ramon III.

## Núpcies i descendents
Es casà en primeres núpcies amb la infanta Major de Castella, filla del comte Garcia I de Castella i Ava de Ribagorça. Aquest matrimoni fou anul·lat per parentiu dels dos contraents.
En segones núpcies es casà amb Ermessenda. D'aquesta segona unió nasqueren:
- l'infant Ramon V de Pallars Jussà (?-1098), comte de Pallars Jussà
- l'infant Sunyer de Pallars Jussà (?-1103)
- la infanta Ricarda de Pallars Jussà.